# Nastran
 (novembre 2018).
Si vous disposez d'ouvrages ou d'articles de référence ou si vous connaissez des sites web de qualité traitant du thème abordé ici, merci de compléter l'article en donnant les références utiles à sa vérifiabilité et en les liant à la section « Notes et références ».
NASTRAN est un logiciel utilisant la méthode des éléments finis qui a été initialement développé pour la NASA, à la fin des années 1960. The MacNeal-Schwendler Corporation, actuellement MSC.Software, a été l'un des principaux développeurs d'origine du code NASTRAN. Le code source de NASTRAN est intégré dans un certain nombre de logiciels distribués par différentes sociétés. 

## Historique
En 1964, lors de la revue annuelle des programmes de recherche sur la dynamique des structures, il s'est avéré que les centres de recherche de la NASA développaient isolément des logiciels d'analyse structurelle pour leurs propres besoins.
L'examen recommanda qu'un seul logiciel générique soit utilisé. Un comité spécifique fut donc formé. Le comité détermina que les logiciels existants ne pouvaient répondre à leurs exigences, et proposa d'établir un projet de coopération pour développer ce logiciel et écrivit un cahier des charges décrivant les fonctionnalités de ce logiciel.
Un contrat fut attribué à Computer Sciences Corporation (CSC) en vue de développer le logiciel. Le nom du programme est un acronyme formé à partir de NAsa STRuctural ANalysis. NASTRAN fut délivré par la NASA en 1968. À la fin des années 1960, MacNeal-Schwendler Corporation (MSC) commença à commercialiser sa propre version de NASTRAN, appelée MSC/NASTRAN (qui est plus tard devenu MSC.Nastran).
Le logiciel a subi des améliorations en termes d'analyse numérique et de performances au fil des versions (amélioration des performances, extension des capabilités, support de nouveaux systèmes d'exploitation…). NASTRAN est largement utilisé à travers le monde dans les secteurs de l'aéronautique (EADS, Boeing, …), l'automobile (Audi, BMW, Ford, GM, PSA, Renault, Honda, …) et de l’industrie manufacturière (Dell, Caterpillar, Goodyear, …)[réf. nécessaire]. NASTRAN est devenu le standard de facto de l'industrie pour l'analyse des structures aérospatiales.[réf. nécessaire]
À la suite de l'acquisition de deux de ses concurrents, Universal Analytics, Inc. (UAI) et Computerized Structural Analysis & Research Corp. (CSAR), MSC.Software dut trouver un arrangement avec la Federal Trade Commission (FTC) en novembre 2002 pour ne pas contrevenir à la loi antitrust. Suivant les termes de l'accord qui en résulta, MSC.Software se sépara d'une copie de Nastran au profit de UGS.
Les versions commerciales de NASTRAN disponibles à l'heure actuelle sont MSC.NASTRAN (MSC.Software), NEi Nastran (NEi Software) et NX Nastran (Siemens PLM Software à la suite du rachat de UGS par Siemens), Optistruct (ALTAIR engineering).

## Architecture du logiciel
NASTRAN est écrit principalement en Fortran et contient plus d'un million de lignes de code. NASTRAN est compatible avec une grande variété d'ordinateurs et de systèmes d'exploitation, depuis les postes de travail sous Windows jusqu'aux super-calculateurs. 
NASTRAN a été conçu dès le début comme composé de plusieurs modules. Un module est un ensemble de sous-routines Fortran conçues pour effectuer une tâche précise- modèle de traitement de la géométrie, assemblage des matrices, application de contraintes, résolution de problèmes matriciels, analyse de résultats de calculs, dialogue avec la base de données. Les modules sont contrôlés par un langage interne appelé Direct Matrix Abstraction Program (DMAP).
Chaque type d'analyse disponible est appelé une « solution sequence » (SOL). Les « SOL » les plus connues sont :
- 101 - Linéaire statique
- 103 - Modale
- 105 - Flambement
- 106 - Non linéaire statique
- 107 - Direct Complexe Eigenvalue
- 108 - Réponse directe en fréquence
- 109 - Réponse directe transitoire
- 110 - Modal Complexe Eigenvalue
- 111 - Réponse modale en fréquence
- 112 - Réponse modale transitoire
- 129 – Transitoire non linéaire
- 153 - Non linéaire statique couplé au transfert thermique
- 159 - Non linéaire transitoire couplé au transfert thermique
- 187 - DDAM (MSC.Nastran)
- 200 - Optimisation et analyse de sensibilités
- 400 - Non linéaire statique et dynamique (implicite) (natif MSC.NASTRAN, remplace 106, 129, 153 et 159)
- 600 - Non linéaire statique et dynamique (implicite) (MSC.Marc)
- 601 - Implicite non linéaire (Adina)
- 700 - Explicite non linéaire (combinaison de LS Dyna et de Dytran)
- 701 - Explicite non linéaire (Adina)

## Versions de NASTRAN
À l'heure actuelle de nombreux logiciels éléments finis basés sur le code source de NASTRAN ou lisant des fichiers au format "Bulk" utilisé par NASTRAN sont disponibles :
- MSC.Nastran et MD.Nastran
- NASTRAN-xMG
- NEi Nastran
- NX NASTRAN
- OPTISTRUCT / RADIOSS

### MSC.Nastran et MD.Nastran
MSC Nastran est la version originale de NASTRAN développée au départ par le Dr. Richard MacNeal.
Depuis 2004, MSC.NASTRAN évolue vers MD .Nastran (MD pour Multi-Discipline), une solution multidisciplinaire intégrant les différents « SOL » au sein d’un environnement unique et permettant des analyses couplées.

### NASTRAN-xMG
Provenant du même code source que la version originale de NASTRAN, NASTRAN-xMG repose sur l'architecture originelle de NASTRAN et inclut le langage DMAP. Le principal fondateur de la société est le Dr. Richard H. MacNeal.

### NEi Nastran
NEi Nastran est un logiciel de calcul par éléments finis permettant l'analyse des contraintes linéaires et non-linéaires, des problèmes dynamiques et du transfert de chaleur.

### NX/Nastran
NX Nastran est le produit d'une action de la FTC à la suite d'un supposé monopole de MSC.Software qui a permis à la société UGS d'acheter une licence de MSC.Nastran. NX Nastran est basé sur le code source de MSC.Nastran.

### OptiStruct/Radioss
- OptiStruct : Logiciel développé depuis 1989 par ALTAIR Engineering qui repose sur l'architecture originelle de NASTRAN. ALTAIR a couplé à ce code toute la technologie d'optimisation (topologique, topographique, paramétrique…)